# Missa dos Quilombos
A Missa dos Quilombos foi celebrada em 20 de novembro de 1981, em Recife (PE), para um público de 8 mil pessoas. A TV Senado contou a história dessa celebração criada por Dom Pedro Casaldáliga e Pedro Tierra, com música de Milton Nascimento, no documentário A Missa dos Quilombos. O ato religioso denunciou as consequências da escravidão e do preconceito no Brasil e se transformou numa cerimônia de fé, comunhão, música e ritmo, a partir da atitude revolucionária de membros da Igreja Católica em favor da introdução das referências culturais de diferentes povos na eucaristia. 
O documentário procura resgatar a importância histórica da obra. A equipe da emissora viajou para São Félix do Araguaia, Rio de Janeiro e Belo Horizonte para colher depoimentos exclusivos dos três autores, do bispo Dom José Maria Pires - que conduziu a cerimônia em Recife -, do diretor teatral Luiz Fernando Lobo - que dirigiu o espetáculo homônimo encenado pela Cia. Ensaio Aberto -, do compositor Fernando Brant, do percussionista Robertinho Silva e de todos os músicos, artistas e produtores envolvidos nessa grande história. Imagens exclusivas do acervo do empresário mineiro Márcio Ferreira, diretor e produtor das missas desde a sua primeira celebração, enriquecem o trabalho.
A Missa dos Quilombos apresenta ainda a música e a voz de Milton Nascimento e seu depoimento emocionado sobre as celebrações, e a revelação de Dom Pedro Casaldáliga sobre o sentido revolucionária da missa. Outras participações destacam o contexto político, social e estético da época, apoiado pelo minucioso trabalho de pesquisa da produção da TV Senado.
Com direção de Liloye Boubli e produção de Cláudia Rangel, o documentário estreou em novembro de 2006, mês em que a missa completou 25 anos desde a sua celebração em Recife. Naquele mês, a Missa dos Quilombos foi ao ar na sexta-feira (dia 17), às 22h30, no sábado (dia 18), às 15h30 e 21h; e domingo (dia 19), às 21h30.